# Wesenberg (Szlezwik-Holsztyn)
Wesenberg (dolnoniem. Wäsenbarg) – gmina w Niemczech, w kraju związkowym Szlezwik-Holsztyn, w powiecie Stormarn, wchodzi w skład urzędu Nordstormarn.